# Torre de la Pólvora (Praga)
La torre de la Pólvora o puerta de la Pólvora (en checo: Prašná brána) es una torre gótica situada en Praga, República Checa. Es una de las puertas de la ciudad originales. Data del siglo XV y conduce a la Ciudad Vieja. Es uno de los monumentos más conocidos de Praga.

## Historia
La Torre de la Pólvora es una de las 13 puertas originales de la Ciudad Vieja de Praga. Su construcción comenzó en 1475. Se pretendía que la torre fuera una entrada atractiva a la ciudad en lugar de una torre defensiva. La primera piedra fue puesta por Ladislao II. El ayuntamiento dio a Ladislao II la torre como un regalo de coronación. Mientras estaba en construcción, se denominaba Torre Nueva. El diseño de la torre se inspiró en la obra de Peter Parler en el Puente Carlos.
Ladislao II tuvo que marcharse de Praga debido a disturbios, por lo que la construcción de la torre se detuvo. Volvió en 1485 al Castillo de Praga, donde vivió el resto de su vida, junto con los otros reyes de Bohemia que vivían en Praga. Los reyes no volvieron a usar la torre ni la Corte Real hasta que se empleó para las procesiones de coronación desde 1836, que atravesaban la torre para ir a la Catedral de San Vito y el Castillo.
La torre se usó para almacenar pólvora en el siglo XVII, de aquí el nombre Torre de la Pólvora. La puerta sufrió daños considerables durante la Batalla de Praga. Las esculturas de la torre fueron sustituidas en 1876. En la década de 1880 la torre fue renovada, adquiriendo su aspecto actual.

## Galería de imágenes

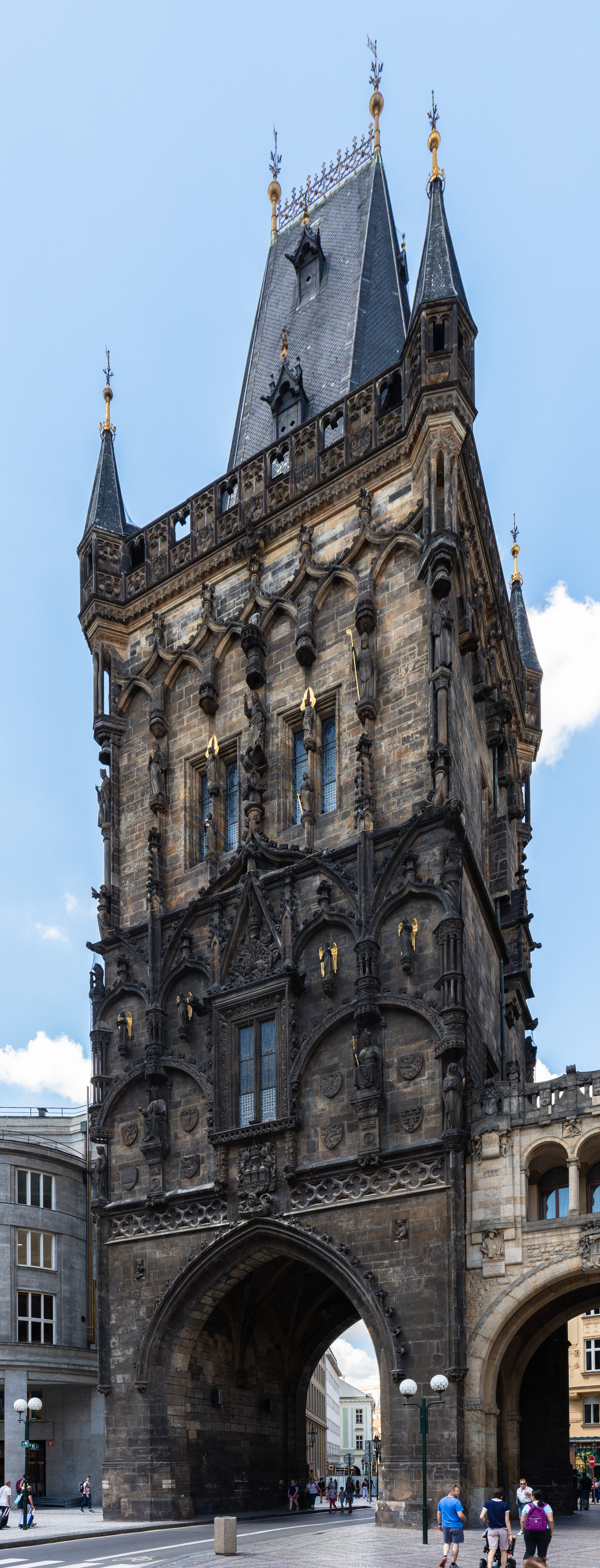
Vista lateral.
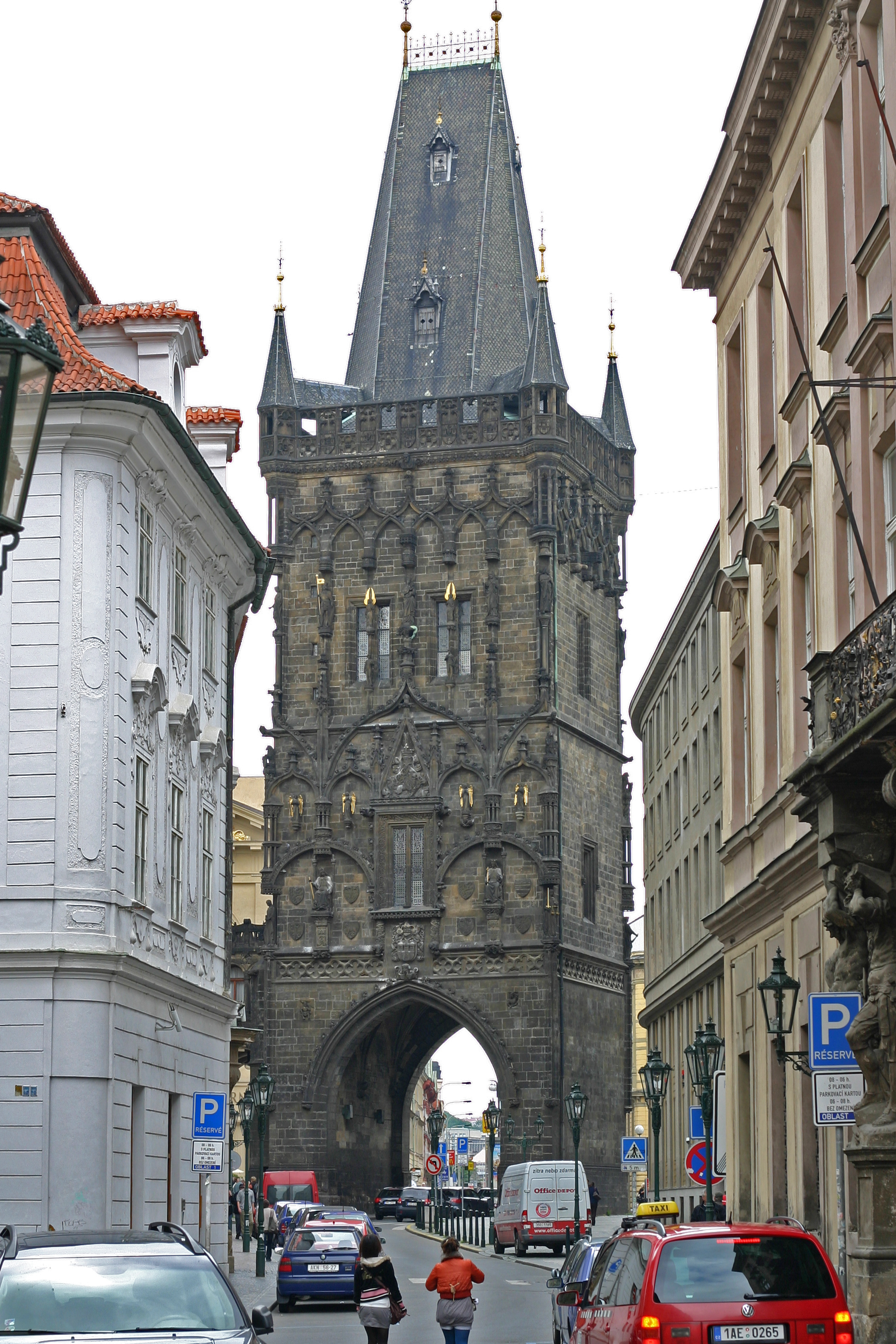
Vista posterior.
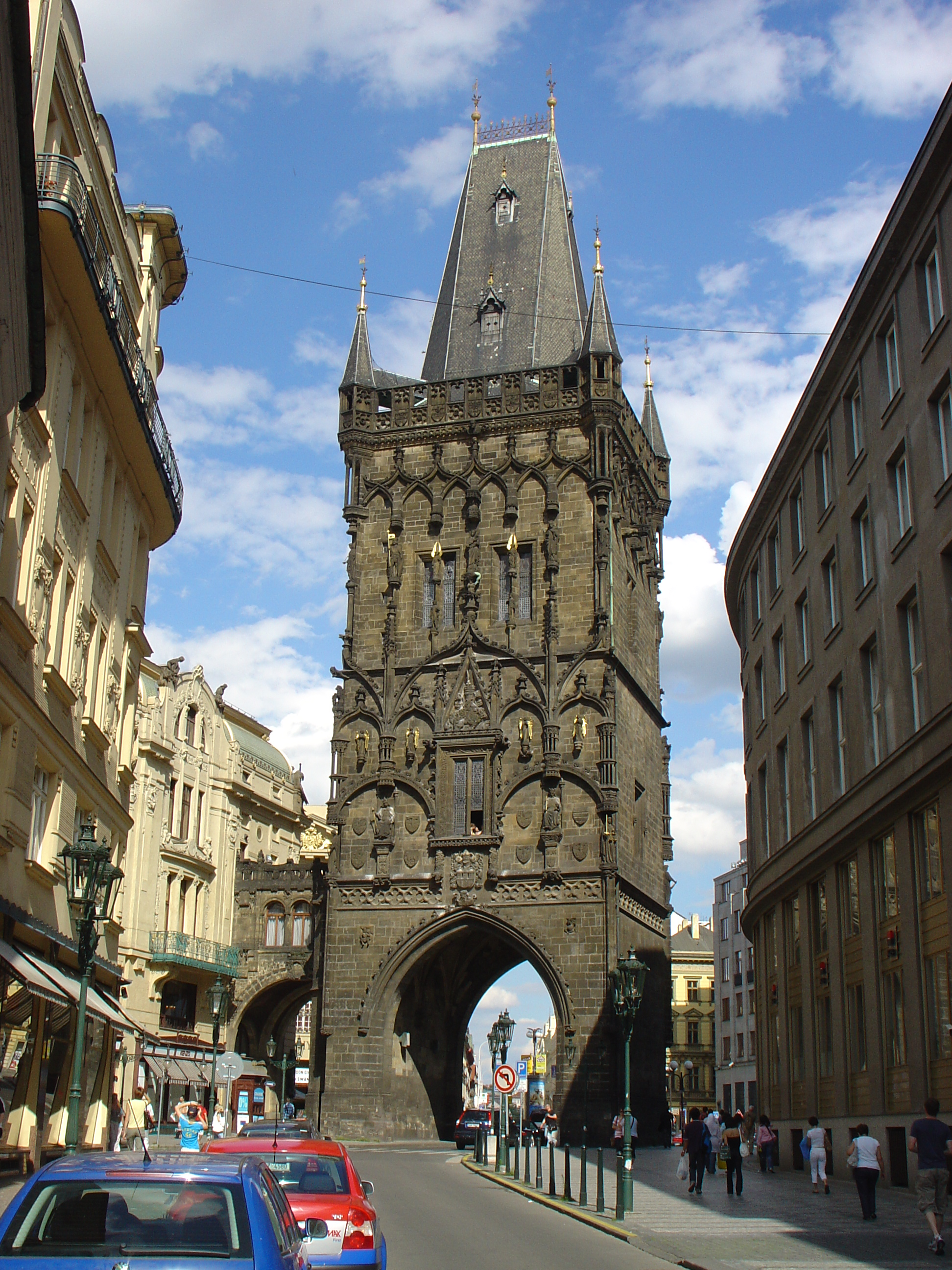
Arco de conexión entre la torre de la Pólvora y la Casa Municipal.
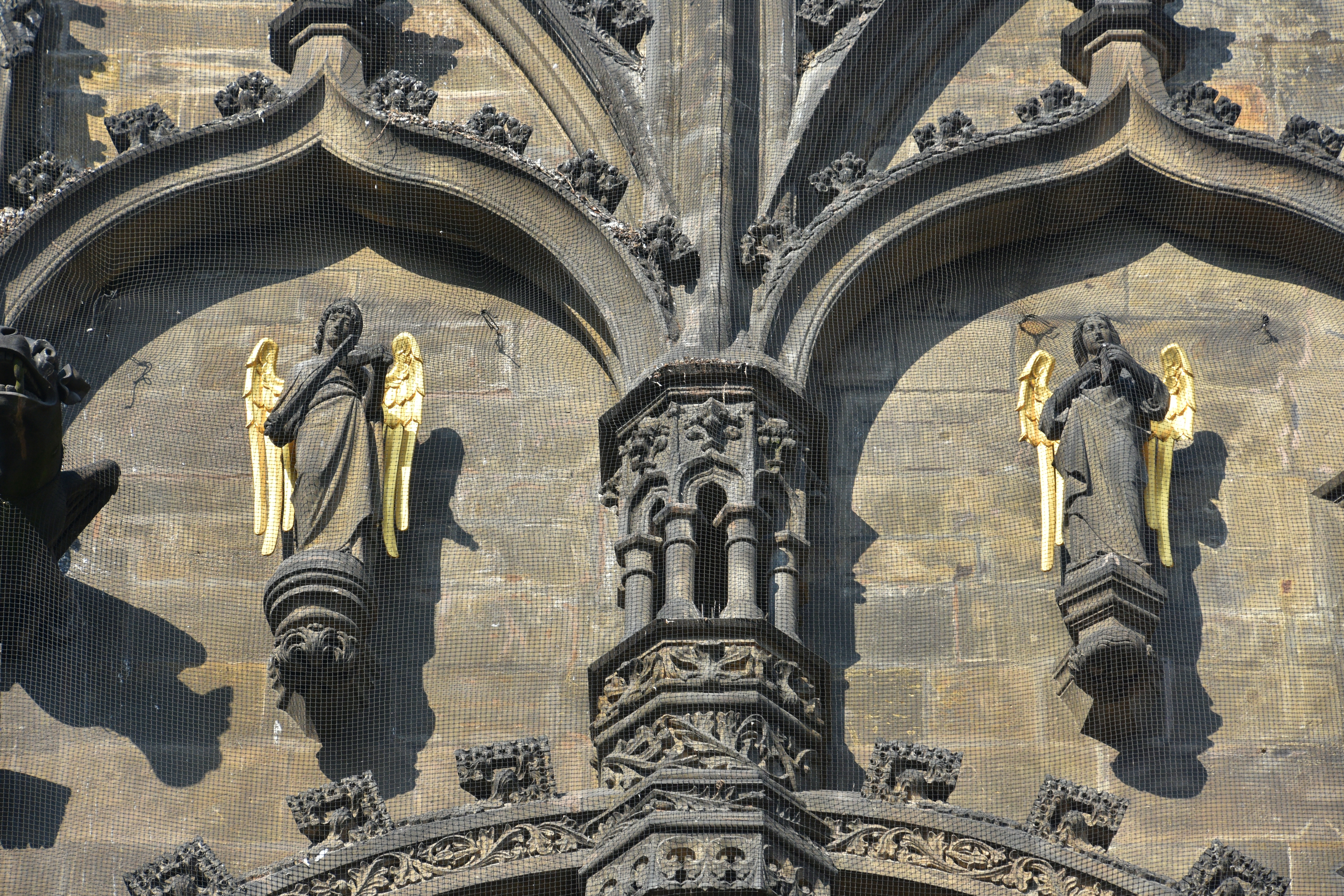
Detalle de las esculturas.